# Братківський
Бра́тківський хребе́т (інша назва — Чо́рна Полони́на) — хребет в Українських Карпатах, у гірському масиві Ґорґани. Розташований на межі Надвірнянського району Івано-Франківської області та Тячівського і Рахівського районів Закарпатської області. Хребет простягається зиґзаґоподібною лінією з північного заходу на південний схід на понад 15 км. 

## Вершини
Основні вершини хребта: Дурня, Ґропа, Братківська, Мала Братківська, Руська, Чорна Клева, Чорний Грунь. Є ще кілька локальних вершин. Максимальна висота — 1788 м (гора Братківська). 

## Орографія

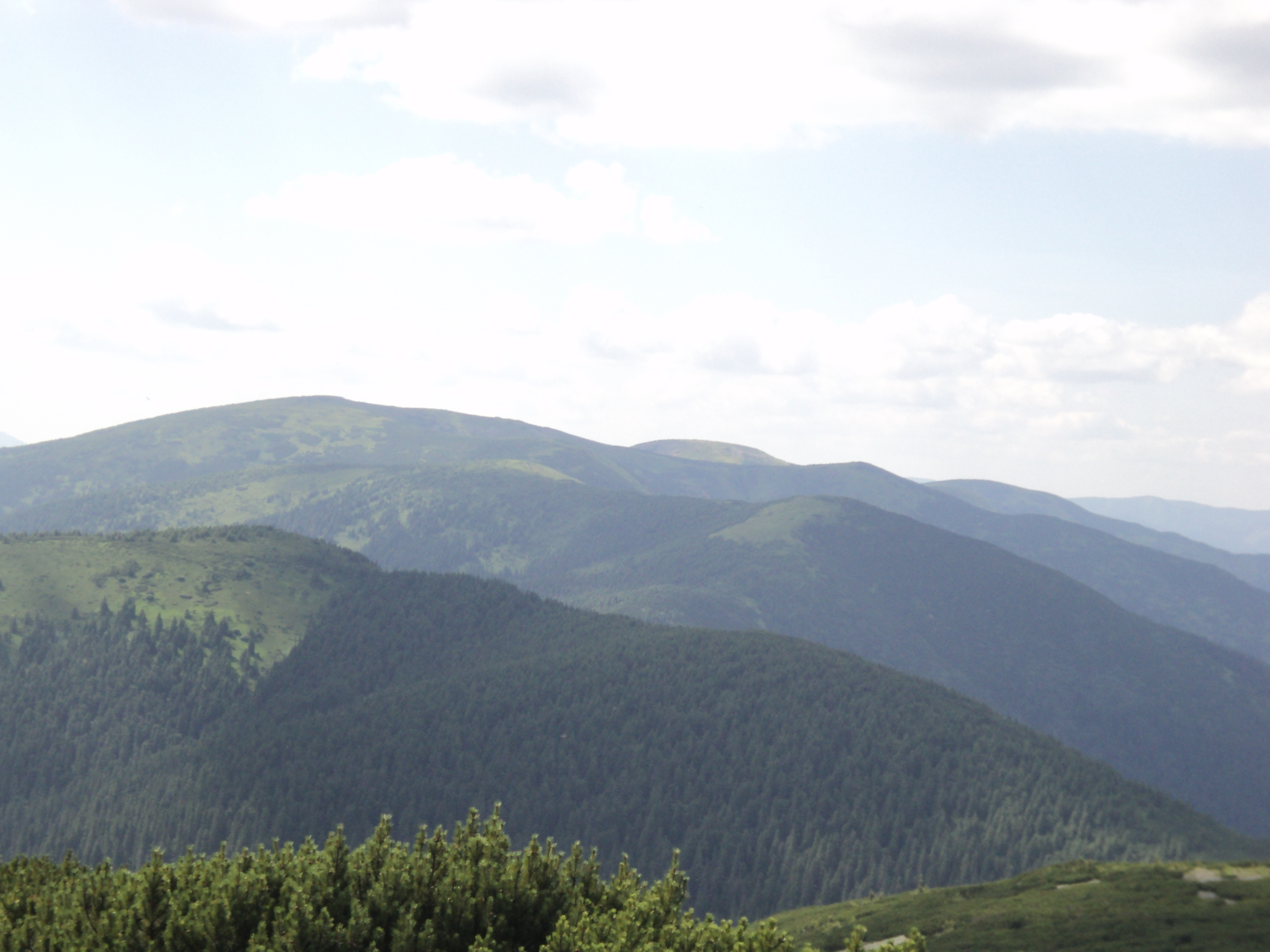
Руська-Братківська-Гропа з Чорної Кливи

Привершинні схили хребта місцями вкриті кам'яними розсипищами й осипищами. Рослинність до висоти 1400–1600 м представлена ялиновими лісами, вище криволісся з сосни гірської (жерепу) і полонини. Вершини здебільшого з м'якими обрисами. Цим Братківський відрізняється від інших ґорґанських хребтів, наприклад, Довбушанки або Синяка, чиї вершини гострі та зі стрімкими схилами. 

## Туристичні маршрути
Піднятися на Братківський хребет можна з сіл: Бистриця, Лопухів або Чорна Тиса.
Враховуючи підйом на Братківський, проходження усіх його п'яти вершин та спуск з хребта, загальна довжина останнього становить трохи більше 20 км. Більшість туристичних маршрутів захоплюють лише останніх три вершини Братківську-Ґропу-Дурню, які не становлять особливої складності. При чому остання вершина достатньо часто траверсується (на схилах гори видно 3–4 чітко натоптані стежки, що минують вершину гори недалеко від перемички між Ґропою і Дурнею). Сама ж вершина Дурні та підходи до неї (загальна довжина понад 1 км) густо порослі жерепом. Станом на літо 2011 року стежка погано прорізана, тому рухатися часом доводиться ідучи по жерепу, одночасно звисаючи на ньому.
Ділянка від Чорної Кливи до Руської становить близько 5 км. Ділянку для кращого пішого проходження прорубали у 2021 році за ініціативи організації «ПроПоходи». На хребті ніде немає води, тому для ночівлі він майже не прийнятний. Хоча враховуючи усі складності маршруту (якщо проходити всі 5 вершин по їхнім верхам), проходження його за один ходовий день майже неможливе. За результатами походу 2011 року, було виявлено лише один струмок прямо біля стежки зліва на підйомі до Руської, за метрів 80–100 від початку сходження. Проте із усіх місць для ночівлі найбільш прийнятна полонина під Братківською, неподалік від стовпчика 42/3 старого Чехословацьо-польського кордону. Там чутно гуркіт потічка під Братківською: спуск до нього на 250–350 м у долину по невисокому жерепу (50–70 см) та ялівцю в зону лісу. Шлях туди і назад займає півгодини.

## Галерея

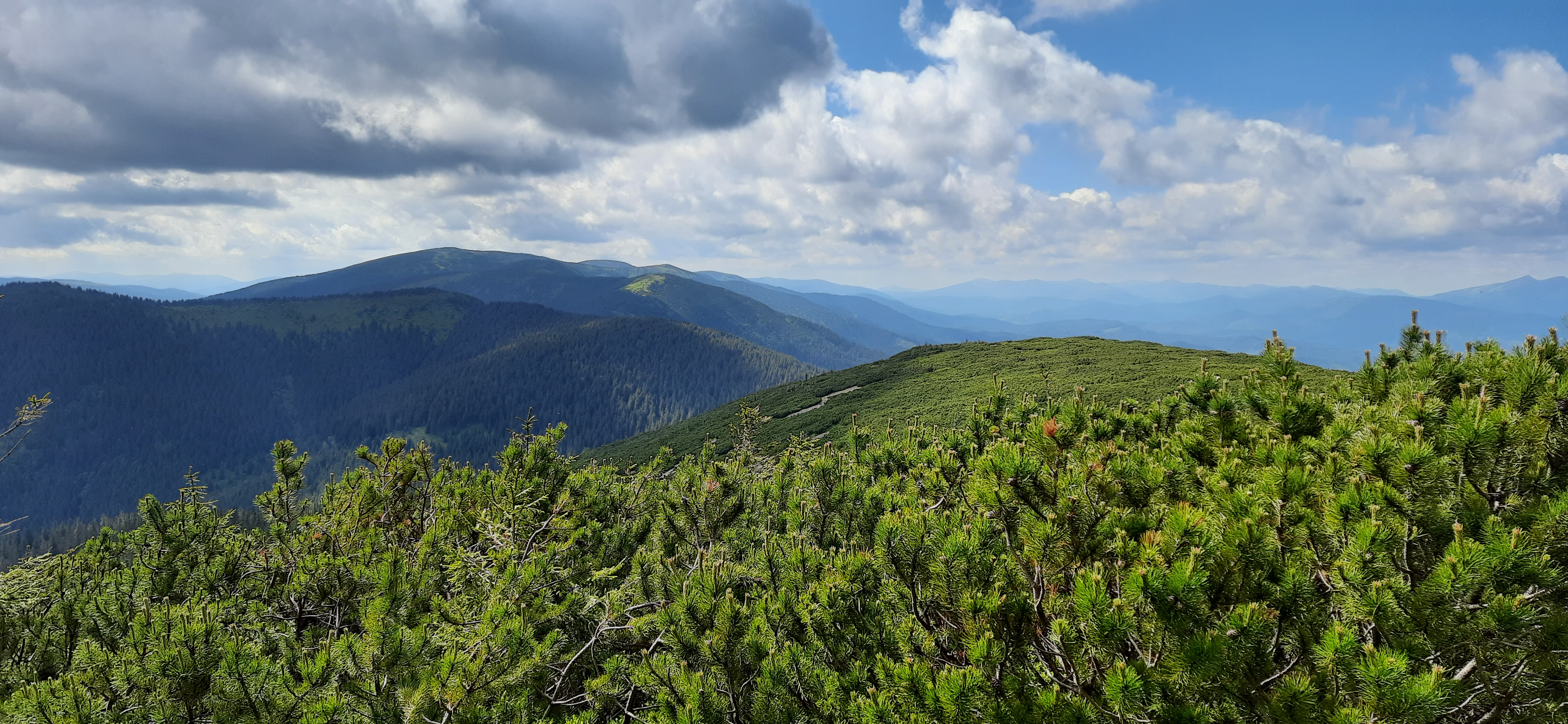
Під г.Чорна Клива (1719 м.). Вид на Братківський хребет
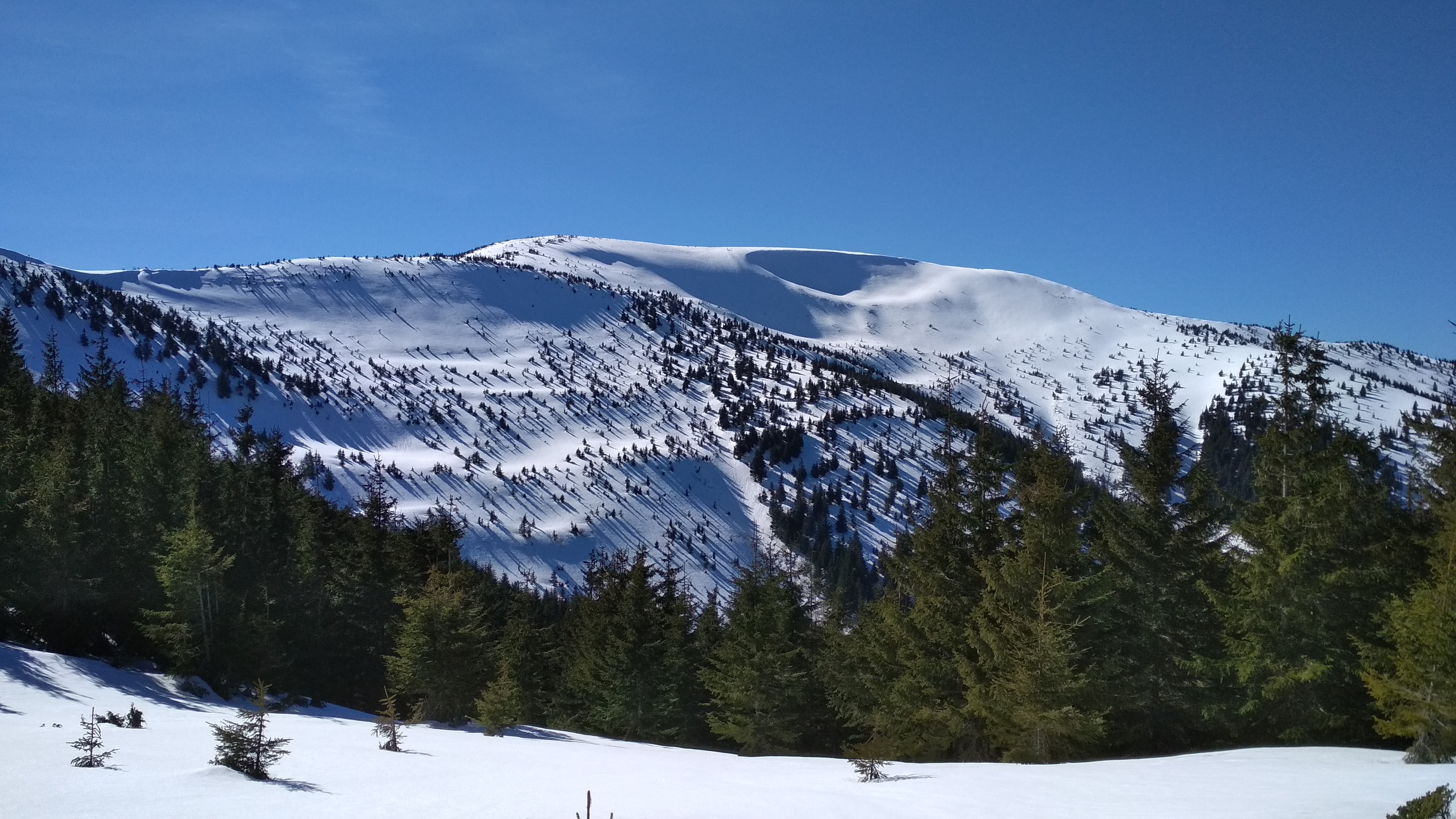
Гора Дурня навесні
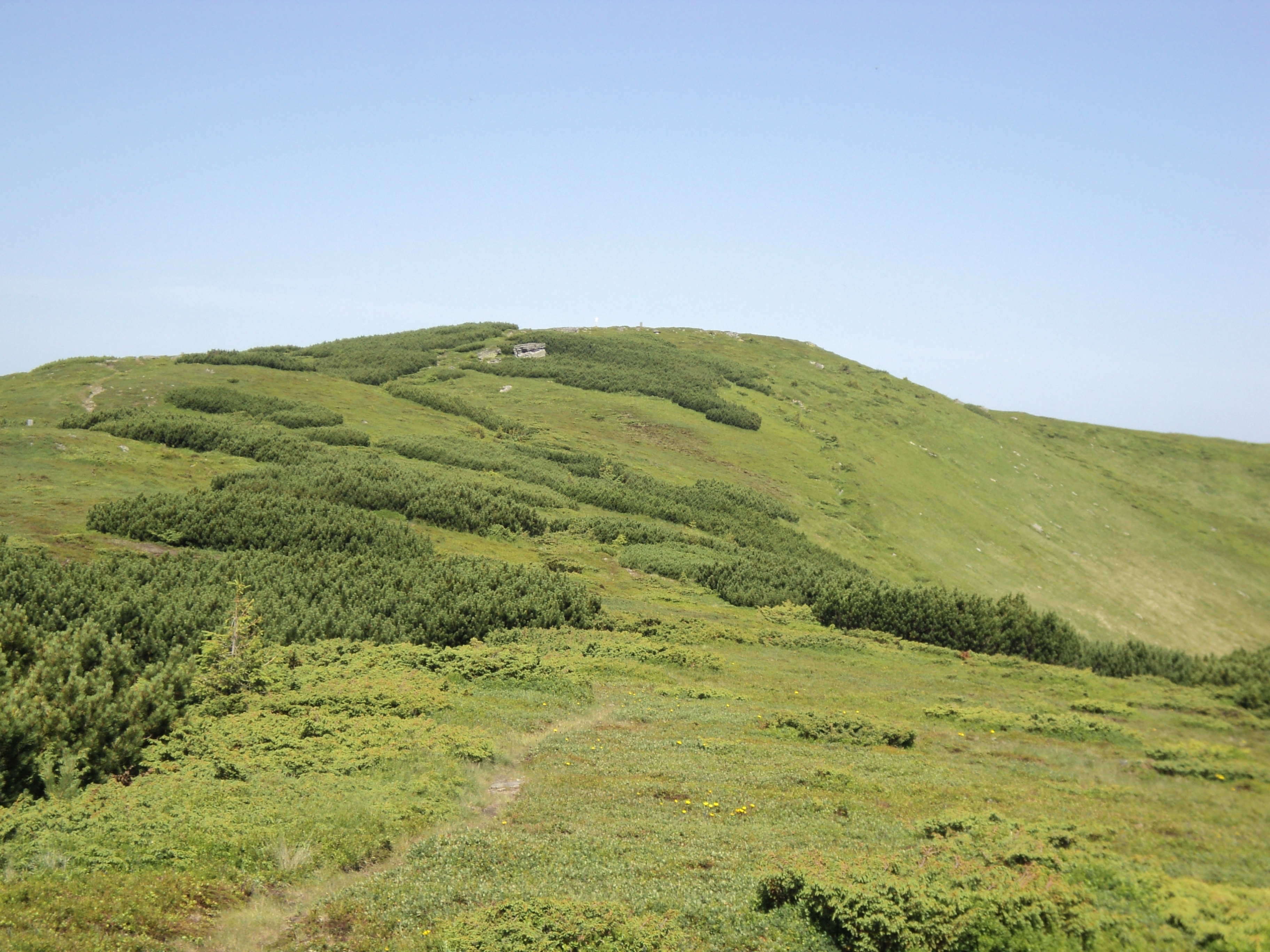
Гора Братківська